# Mycalesis subfasciata
Mycalesis subfasciata är en fjärilsart som beskrevs av Moore 1882. Mycalesis subfasciata ingår i släktet Mycalesis och familjen praktfjärilar. Inga underarter finns listade i Catalogue of Life.